# Monument comemorativ de război (Tiraspol, str. Secrieru, 2)
Monument comemorativ de război este un monument amplasat pe str. Secrieru, 2 în Tiraspol, Republica Moldova. Este un monument istoric de importanță națională inclus în Registrul monumentelor Republicii Moldova ocrotite de stat cu nr. 45 (municipiul Tiraspol).